# Бодзентын (гмина)
Бодзентын (пол. Bodzentyn) — городско-сельская гмина (волость) в Польше, входит как административная единица в Келецкий повет, Свентокшиское воеводство. Население — 11 677 человек (на 2006 год).

## Демография
| Перепись                       | Всего   | Всего | Женщины | Женщины | Мужчины | Мужчины |
| ------------------------------ | ------- | ----- | ------- | ------- | ------- | ------- |
| Единицы                        | человек | %     | человек | %       | человек | %       |
| Население                      | 11 716  | 100   | 5896    | 50,3    | 5820    | 49,7    |
| Плотность населения (чел./км²) | 73,1    | 73,1  | 36,8    | 36,8    | 36,3    | 36,3    |

## Соседние гмины
1. Гмина Белины
2. Гмина Гурно
3. Гмина Лончна
4. Гмина Маслув
5. Гмина Нова-Слупя
6. Гмина Павлув
7. Гмина Сухеднюв
8. Гмина Вонхоцк